# Electrod de referință
Electrodul de referință este un element constructiv component al dispozitivelor electrochimice, denumite celule electrochimice de măsură, utilizate în domeniul chimiei analitice. Acest fel de electrod are un potențial de electrod cunoscut și stabil. Electrodul de referință servește determinării potențialului unui alt fel de electrod din celulă, electrodul activ ("de lucru", sau "de măsură", în engleză working electrode), fiecare din cele doi electrozi găsindu-se în câte o jumătate a celulei electrochimice. 

## Mod de lucru. Potențial de difuzie
Pentru a se măsura potențialul electric al unui electrod (de măsură), față de un electrod de referință trebuie ca ei să fie imersați într-un mediu electrolitic și conectați prin conductoare electric la un aparat voltmetric (milivoltmetru) de mare sensibilitate, cum este voltmetrul de mare rezistență ohmică internă sau circuitul potențiometric de măsură care măsoară prin compensație, gen punte Wheatstone. În cazul când cei doi electrozi sunt introduși în doi electroliți diferiți (medii diferite) despărțiți printr-o membrană, rezultatul (o tensiune electrică continuă) măsurării va fi determinat de diferența de potențial ce apare la limita (granița) dintre cele două soluții de electrolit, numit și potențial de difuzie. Valoarea potențialului de difuzie este de obicei situată între 5÷50 mV (milivolți), și este în consecință deseori în mod conștient sau nu, neglijat. În celule de măsură a potențialului construite în acest scop, cele două medii (electroliți) sunt separate de o membrană (permeabilă) sau un filtru special ceramic sau din sticlă, de construcție (fabricație) poroasă.